# 토머스 A. 스타이츠

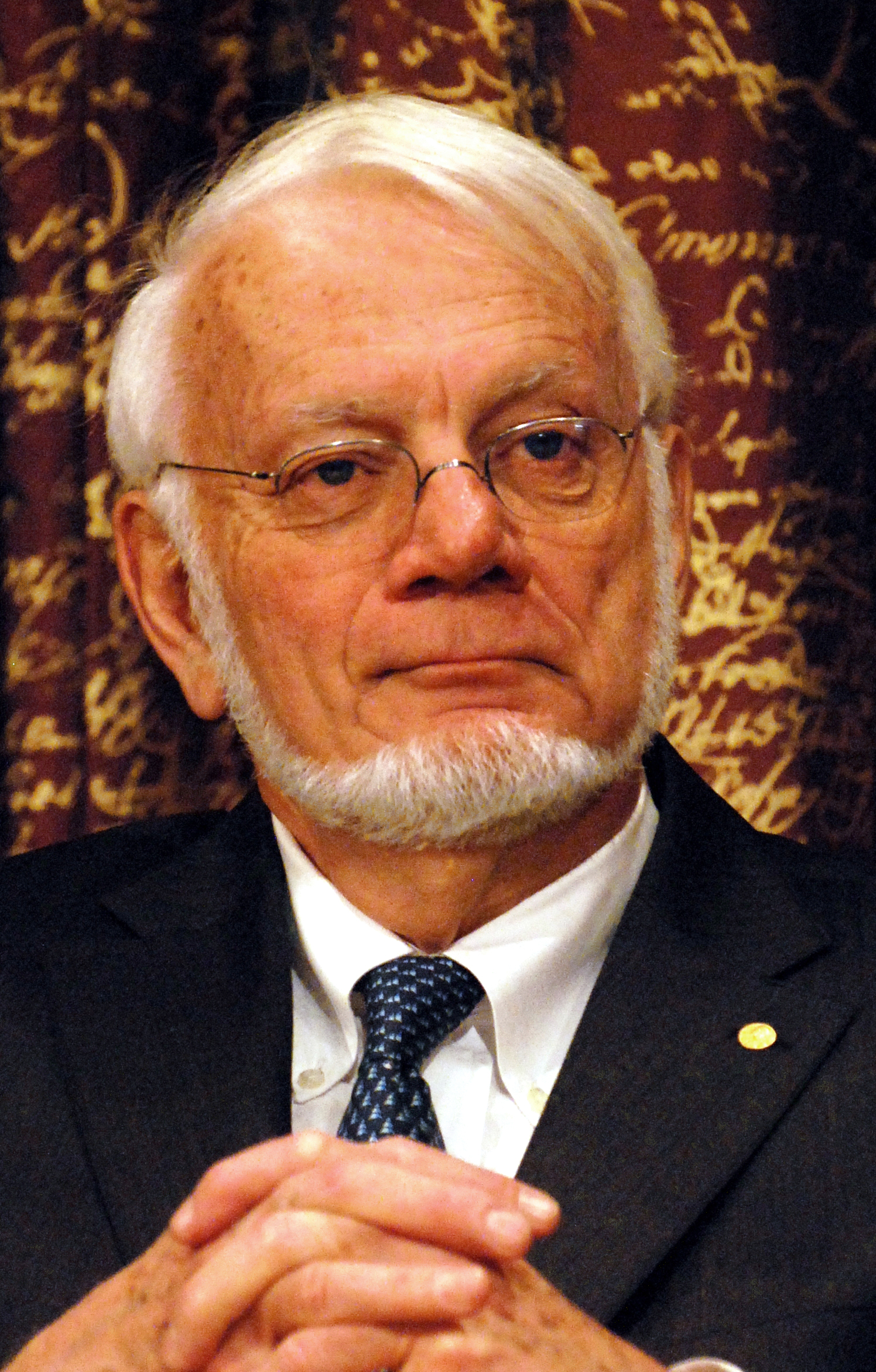
토머스 A. 스타이츠, 2009년

토마스 아서 스타이츠(Thomas Arthur Steitz, 1940년 8월 23일 ~ 2018년 10월 9일)는 미국의 생화학자이다. "리보솜의 구조와 기능에 대한 연구"로 2009년 벤카트라만 라마크리슈난, 아다 요나트와 함께 노벨 화학상을 공동 수상했다.